# 高等藝術博物館
33°47′26″N 84°23′07″W / 33.79051°N 84.38517°W
高等藝術博物館是一座位於美國喬治亞州亞特蘭大的藝術博物館。

## 外部連結
- 官方网站
- Atlanta Art Association Film from 1962 （页面存档备份，存于）